# Korium (materiál)

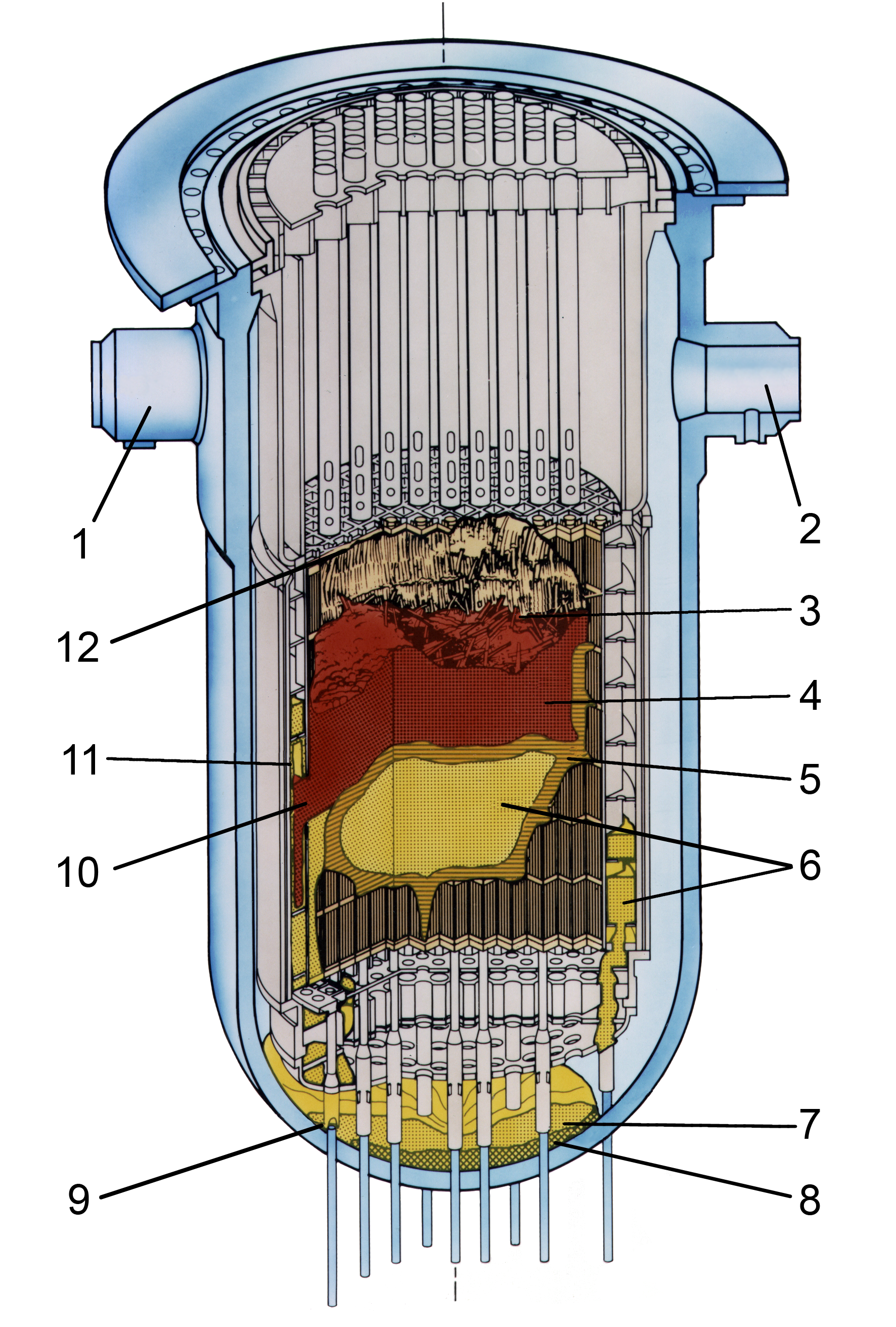
Roztavení reaktoru v Three Mile Island

Korium nebo také z angl. FCM (fuel containing material (FCM) nebo lava-like fuel containing material (LFCM)) je název pro lávovitou směs štěpeného materiálu vzniklého v jádře jaderného reaktoru při přehřátí jádra.
Skládá se z jaderného paliva, štěpitelných materiálů, regulačních tyčí, strukturních materiálů postižených částí reaktoru (beton atd.), produktů jejich chemické reakce se vzduchem, vodou a párou. V případě narušení izolace reaktoru také z betonu z podlah reaktorové místnosti.

## Složení a vznik
Teplo, které způsobuje tavení reaktoru, může být produktem řetězové jaderné reakce, mnohem častěji je však jeho primárním zdrojem radioaktivní rozpad při štěpné reakci materiálu obsaženého v palivových tyčích. Teplo způsobené radioaktivním rozpadem však rychle klesá, neboť většinu tohoto tepla produkuje rozpad izotopů s krátkým poločasem rozpadu, přičemž křivka rozpadního tepla je sumou těchto křivek řady izotopů prvků, které mají rozdílné poločasy rozpadu. Významným doplňkovým zdrojem tepla může být chemická reakce žhavých kovů s kyslíkem nebo s párou.
Teplota koria závisí na jeho vnitřní tepelné dynamice: množství a typu izotopů produkujících rozpadní teplo, zředění ostatních roztavených materiálů, tepelné ztráty ovlivněné složením koria a tepelné ztráty způsobené únikem do okolního prostředí. Kompaktní masa koria bude ztrácet méně tepla než jeho tenká vrstva. Korium, jež dosáhlo dostatečné teploty, dokáže roztavit beton. Pokud dojde ke snížení tepelných ztrát překrytím masy koria tepelně izolujícími troskami anebo jestliže se vypaří voda ochlazující korium, může se ztuhlé korium opět roztavit.
Na povrchu koria se může vytvořit krusta, která funguje jako tepelný izolátor a zabraňuje tepelným ztrátám. Distribuci tepla v mase koria ovlivňuje rozdílná tepelná vodivost mezi roztavenými oxidy a kovy. Konvekce tepla v tekuté fázi významně zvyšuje jeho přenos.
Roztavená aktivní zóna reaktoru uvolňuje do prostoru těkavé látky a chemické sloučeniny. Může jít o plynnou fázi prvků, jako je molekulární jód, o vzácné plyny nebo o částice kondenzovaného aerosolu, které opustily oblast vysoké teploty. Velká část těchto částic pochází z materiálu regulačních tyčí. Na povrchu aerosolových částic se mohou hromadit plynné sloučeniny.